# Haplochromis chromogynos
Haplochromis chromogynos är en fiskart som beskrevs av Greenwood, 1959. Haplochromis chromogynos ingår i släktet Haplochromis och familjen Cichlidae. IUCN kategoriserar arten globalt som sårbar. Inga underarter finns listade i Catalogue of Life.